# Jacek Pałasiński
Jacek Pałasiński (ur. 30 września 1952 w Warszawie) – polski teatrolog, dziennikarz telewizyjny i radiowy, korespondent.

## Życiorys
Jest absolwentem Wydziału Wiedzy o Teatrze Państwowej Wyższej Szkoły Teatralnej w Warszawie. Pracował w Teatrze Narodowym w Warszawie, gdzie był asystentem reżysera Adama Hanuszkiewicza. Od 1977 był działaczem opozycji demokratycznej, związał się z Niezależną Oficyną Wydawniczą NOWA. W 1981 wyjechał z kraju do Włoch. Tam współzakładał i został pierwszym przewodniczącym Komitetu Solidarności z „Solidarnością” w Rzymie. Jako dziennikarz pracował w Radiu ZET, „Rzeczpospolitej” i „Wprost”. Jest autorem publikacji dla włoskiej prasy (m.in. w „Il Messaggero”), a także twórcą reportaży politycznych oraz kulturowych poświęconych Włochom, gdzie przez pewien czas mieszkał. Został korespondentem i publicystą TVN24.
Przez kilkanaście lat prowadził autorski program Świat według Jacka, w którym poruszał zagadnienia z zakresu stosunków międzynarodowych. Wspólnie z Anną Kalczyńską w tej samej stacji tworzył cotygodniowy magazyn Tu Europa. Z grupą medialną TVN współpracował do 2021. W tym samym roku został autorem podcastu Allegro ma non troppo, czyli godzina z Jackiem w portalu naTemat.pl, emitowanego za pośrednictwem serwisu YouTube. 
Był członkiem władz Stowarzyszenia Prasy Zagranicznej we Włoszech, był w gronie założycieli portalu Studio Opinii.

## Publikacje książkowe
- Express Mediterranee, czyli podróż po Morzu Śródziemnym i okolicach, Wyd. Akade, Kraków 2002, ISBN 83-7287-009-8
- Wprost z oblężonej świątyni, Wyd. Akade, Kraków 2003, ISBN 83-7287-011-X
- Papież już nie umrze, Wyd. Rosner & Wspólnicy, Warszawa 2005, ISBN 83-89217-77-5
- Kaczor po pekińsku, Wyd. Rosner & Wspólnicy, Warszawa 2007, ISBN 978-83-60336-11-3
- Kaczor w sieci, Wyd. Rosner & Wspólnicy, Warszawa 2007, ISBN 978-83-60336-20-5
- Gdzie jest Polska?, Wyd. PERT, Warszawa 2008, ISBN 978-83-928157-8-5
- Zapiski z podróży 2015, Wyd. RW2010, Poznań 2015, ISBN 978-83-7949-168-1
- Najpiękniejsze słowa, Wyd. Elitera, Warszawa 2018, ISBN 978-83-637-3205-9